# بروکفیلد (نیوجرسی)
بروکفیلد (به انگلیسی: Brookfield) یک منطقهٔ مسکونی در ایالات متحده آمریکا است که در وایت، نیوجرسی واقع شده‌است. بروکفیلد ۰٫۵۴۸ کیلومتر مربع مساحت و ۶۷۵ نفر جمعیت دارد و ۱۰۱ متر بالاتر از سطح دریا واقع شده‌است.